# Fear Island – Mörderische Unschuld
Fear Island – Mörderische Unschuld ist ein kanadischer Horrorfilm aus dem Jahr 2009.

## Handlung
Auf einer einsamen Insel greift die Polizei die einzige Überlebende aus einer Gruppe junger Menschen auf. Detective Armory befragt die junge Frau auf dem Polizeirevier. Er wird gerade wütend darüber, dass die Frau noch nicht mal ihren Namen sagen kann, als die Psychologin Dr. Chalice zum Verhör hinzukommt. Allmählich beginnt Jenna sich zu erinnern und erzählt, was auf der Insel passiert ist.
Um den College-Abschluss zu feiern, fährt sie mit den Brüdern Tyler und Kyle, ihrer Freundin Ashley und ihrem im letzten Moment hinzukommenden Verehrer Mark auf einem Boot zu der Insel. Als die Gruppe dort an der Hütte der Brüder ankommt, taucht überraschend noch die attraktive Megan auf, die als blinde Passagierin mitgefahren ist.
Am Abend beginnen die jungen Leute mit der Party. Jenna ist jedoch verärgert, dass Mark dabei ist, und geht alleine an den Steg. Währenddessen füllt Tyler Megan mit Tequila-Shots ab und lässt auch Ashleys kleinen Hund Pierre davon trinken, bevor er ihn aus der Hütte schiebt. Als er jedoch Sex haben will, sagt Megan, dass sie noch Jungfrau und erst 15 Jahre alt sei, worauf er seine Annäherung abbricht. Zur gleichen Zeit knutschen Kyle und Ashley draußen im Hottub. Als er in einen Eiskübel greift, merkt er, dass der Behälter voller Blut ist, und Panik bricht aus. Tyler und Mark gehen zum Hausverwalter Keith. Dieser stellt sich unwissend, hat aber den Hund Pierre in seiner Küche versteckt. Kyles Jagdmesser ist voller Blut.
Am nächsten Tag findet Ashley auf der Suche nach ihrem Hund Keiths Leiche, die im Wald hängt und das Wort „Evil“ auf dem Shirt hat. Tyler verrät, dass Keith nicht der Hausverwalter, sondern sein Halbbruder sei. Nachdem sie festgestellt haben, dass das Boot verschwunden ist, wollen die Jungs Keiths Leiche aus dem Wald holen, aber diese ist plötzlich auch weg.
Ashley glaubt, Pierre im Hottub zu hören. Als sie nachsieht, wird sie vom Mörder in dem heißen Whirlpool eingesperrt und stirbt. Die anderen finden ihre Leiche und sehen das Wort „Guilty“ auf dem Hottub-Deckel. Sie legen die Leiche in eine Gefriertruhe in einem Schuppen und entdecken dort noch funktionierende Walkie-Talkies. Zurück am Haus sehen sie eine kreiselnde Spielzeugfigur in Gestalt eines Affen und das Wort „Innocent“ auf der Glastür.
Sie hören ein Geräusch aus dem Wald und beim Nachsehen tritt Kyle in eine Bärenfalle. Die anderen befreien ihn und tragen ihn in die Hütte. Tyler bewaffnet sich mit einer Nagelpistole, Jenna mit einem Messer und Mark mit einem Baseballschläger. In der Nacht gehen die Lichter aus und die Gruppe stellt fest, dass Kyle verschwunden ist. Tyler geht hinaus, doch ein plötzlich brennender Baum lässt ihn zurückschrecken. Er lässt die Nagelpistole dort, mit der der Mörder wenig später auf ihn schießt. Während die anderen ihm helfen, sind Hilfeschreie zu hören, doch Mark hält Tyler zurück.
Am nächsten Tag hören die Vier auf dem Walkie-Talkie, wie Kyle gefoltert wird. Sie bemerken Geräusche vom Steg, finden dort aber nur das andere Funkgerät. Nachdem Kyle immer wieder „Atonement“ gesagt hat, erkennt Tyler, dass die Anfangsbuchstaben der Wörter den Namen Regina bilden. Daraufhin gesteht er Jenna, Megan und Mark, was damals passierte. Er hatte ein Mädchen namens Regina zu einer Party eingeladen und sie dort betrunken gemacht. Den anschließenden Sex filmte er. Danach sollte sie abhauen.
Megan trennt sich nach diesem Geständnis vom Rest der Gruppe, weil sie meint, sie habe nichts damit zu tun und kenne die anderen gar nicht richtig. Jenna, Tyler und Mark entdecken in Keiths Hütte einen Haufen Erde und eine Spielzeugschaufel. Tyler verrät nun auch den Rest der Vorgeschichte. Er hielt Regina damals am Arm fest, als diese das Bett verlassen wollte. Da sie noch betrunken war, stürzte sie und verletzte sich tödlich am Kopf. Tyler und Kyle vergruben die Leiche am anderen Ende der Insel. Nun soll Tyler die Leiche ausgraben, aber statt Regina finden sie Kyle im Grab.
Megan ruft die anderen über das Walkie-Talkie und sagt, dass Keith der Mörder sei und sie in der Hütte bedrohe. Tyler eilt zur Hilfe, wird aber in der Küche von einer Schlange in die Brust gebissen und stirbt wenige Minuten später an der Vergiftung. Jenna gibt nun zu, dass sie damals beobachtete, wie Tyler und Kyle zusammen Sex mit Regina hatten, und fühlt sich schuldig, weil sie nicht eingegriffen hat.
Auf der Suche nach Megan finden Jenna und Mark im Bett Reginas ausgegrabene Leiche. Dann treffen sie auf Keith, der Jenna als Geisel nimmt. Mark und Keith kämpfen miteinander, wobei sie beide über ein Geländer stürzen und Mark durch einen Genickbruch stirbt. Anschließend jagt Keith Jenna durch den Wald, bis diese in einer Falle hängen bleibt. Keith will Jenna gerade ermorden, als Megan eintrifft und ihn von hinten mit einer Schaufel erschlägt. Die beiden Frauen gehen zum Steg, wo das Boot wieder angebunden ist. Auf dem Boot überlegt Megan, wie die Familien auf die Ereignisse reagieren könnten. Auf Jennas Frage, ob Megan Geschwister habe, antwortet diese leise, dass sie eine Schwester habe, woraufhin Jenna versteht, dass Megan Reginas Schwester ist. Megan zieht ein Messer aus der Hose.
In der Gegenwart auf dem Polizeirevier hat Jenna während ihres Berichts erfahren, dass der Sohn des Detectives vor einiger Zeit bei einer Wasserfolter gestorben ist. Sie sagt zu der Szene auf dem Boot, dass sie Megan in Notwehr getötet habe. Während Armory sich für seinen Verdacht entschuldigt, befragt die skeptisch gewordene Chalice Jenna auf dem Krankenzimmer noch weiter. Es hat sich u. a. herausgestellt, dass Jenna und Ashley sich noch nicht so lange kannten wie angegeben. Auch eine Szene der Gegenwart, bei der Jenna im Zimmer glaubte, Regina auf dem Bett zu sehen, sorgt für Unruhe. Jenna gibt Chalice einen Becher Cola, in den sie ihre heimlich nicht genutzten Schlaftabletten gemischt hat.
Als Jennas Eltern nach ihrem Urlaub aufs Revier kommen, sind sie verwirrt über die Fotos an der Pinnwand. Dann stellt sich heraus, dass Jenna die Ermittler bei ihrer Befragung getäuscht hat. Sie ist in Wirklichkeit Megan und damit Reginas Schwester, während die angebliche Megan in Wirklichkeit Jenna ist. Damit wird auch klar, dass die als Zeugin „Jenna“ befragte Megan die tatsächliche Mörderin ist. Während Armory ins Krankenzimmer eilt und Chalice bewusstlos vorfindet, schleicht sich Megan als Chalice verkleidet aus dem Haus und fährt mit deren Auto weg. Später steigt sie als Anhalterin bei jemand anders ein und stellt sich als Megan vor.

## Produktion
Die Dreharbeiten fanden im Mai 2008 in Vancouver statt.

## Rezeption
In den Kritiken wird der Film mittelmäßig bis schlecht bewertet.
Sebastian Krause schreibt bei film-rezensionen.de: „Leider sind die Figuren in diesem Film ebenso flach wie die Story, dessen Ausgang man spätestens nach der Hälfte des Films durchschauen kann. Durch die andauernden Blenden von dem Geschehen auf der Insel, zu dem Verhör der Überlebenden wird der ohnehin schon geringe Spannungsbogen ständig unterbrochen, um dem Film wohl doch noch einen Hauch von Intelligenz zu verleihen. Leider vergebens.“
Laut der Rezension von kino.de fehlt dem Film eine neue Idee: „Die gute alte Slasher-Formel wird wieder einmal bemüht von einem hübsch ausgestatteten, hell ausgeleuchteten TV-Horrorthriller. Da aber originelle Todesarten und brutales Abservieren im Fernsehen an gewisse Grenzen stoßen, wird die Story erweitert um eine kräftige Portion Die üblichen Verdächtigen.“
Der Rezensent von filme-blog.de sieht darin „einen durchschnittlichen Thriller, der an manchen Ecken wirklich gute Ideen aufweisen kann, jedoch in der Umsetzung ein wenig stümperhaft ist. Überzeugen kann der Mystery-Thriller dennoch und vermag sogar zu unterhalten.“ Er kritisiert allerdings das Ende: Dabei „hätte man nach hinten ordentlich Platz gehabt, um Fear Island einen ordentlichen Abschluss zu gönnen.“